# Маргарита Монферратська
Маргарита Монферратська (італ. Margherita del Monferrato 11 серпня 1510, Понтестура, Монферратське маркграфство — 28 грудня 1566, Казале, маркграфство Монферратське) — італійська принцеса з дому Палеологів, маркграфиня Монферратська; в шлюбі — герцогиня Мантуанська. Овдовівши, з 1540 по 1556 рік керувала Мантуанським герцогством  на правах регента при неповнолітніх спадкоємцях.

## Біографія

### Походження
Маргарита народилася 11 серпня 1510 року в містечку Понтестура. Вона була молодшою дочкою Гульєльмо IX, маркграфа Монферратського з дому Палеологів, і принцеси Анни Алансонської з дому Валуа. По лінії батька доводилася внучкою Боніфачо III, маркграфу Мантуанському, і принцесі Марії Сербській з дому Бранковичів. По лінії матері була онукою Рене, герцога Алансонського, і Маргарити Водемонської  з дому Шатенуа.
У Маргарити були старша сестра принцеса Марія і молодший брат, принц Боніфацій IV, майбутній маркграф Монферратський під ім'ям Боніфачо IV. Коли принцесі було вісім років, помер її батько; мати, вдова маркграфиня, стала регентом при неповнолітньому спадкоємцеві.
Після раптової смерті принцеси Марії і Боніфачо IV, успадковував дядько Джованні Джорджо, останній маркграф Монферратський з дому Палеологів, який помер через три роки, Маргарита стала єдиною спадкоємицею всіх володінь роду.

### Шлюб
У 1515 році між Гульєльмо IX, маркграфом Монферратським і Франческо II, маркграфом Мантуанським з дому Гонзага, була досягнута домовленість про шлюб їх первістків, принцеси Марії Монферратської і наслідного принца Федеріко, майбутнього маркграфа Мантуанського під ім'ям Федеріко II. Весілля відбулося в квітні 1517 року, але з огляду на восьмирічний віку принцеси, консумацію відклали до її п'ятнадцятиріччя, а сама вона залишилася під опікою у батьків. У 1519 році Федеріко успадковував  Мантуанське маркграфство. Через деякий час, він відмовився від консумації шлюбу з принцесою Марією. На цій підставі в травні 1629 року на прохання маркграфа, римський папа Климент VII анулював подружній союз. За заслуги перед Священною Римською імперією під час війни з Французьким королівством за Міланське герцогство, в березні 1530 року в Мантуї імператор Карл V дарував Федеріко герцогський титул, до якого додав шлюбний контракт зі своєю родичкою, принцесою Джулією Неаполітанською.
Тим часом, впавши з коня, помер юний Боніфачо IV, після якого успадковував його літній дядько. Розуміючи, що принцеса Марія незабаром стане спадкоємицею всіх володінь свого роду, Федеріко доклав великих зусиль, щоб анулювання його шлюбу з нею було визнано недійсним. Він розірвав шлюбний контракт з принцесою Джулією, сплативши неустойку в 50 000 золотих дукатів. Той же самий римський папа, який спочатку анулював подружній союз Федеріко з принцесою Марією, знову задовольнив прохання герцога і визнав його колишній шлюб дійсним, але за кілька днів до цього Марія раптово померла.
Овдовівша маркграфиня Анна запропонувала овдовівшому зятю одружитися з молодшою сестрою його покійної дружини. Таким чином вона сподівалася захистити маркграфство Монферратське від посягань з боку Французького королівства і Савойського герцогства після смерті її діверя. 13 вересня 1531 року сторони уклали шлюбний контракт. У Казале 3 жовтня (за іншими відомостями 16 листопада) того ж року принцеса Маргарита Монферратська одружилася з Федеріко II (17.5.1500 — 28.8.1540), герцогом Мантуанським. У цьому шлюбі у подружжя народилося п'ять синів і три доньки. Спеціально для подружжя герцог побудував в Мантуї палац, який отримав назву малого палацу Маргарити Палеолог. 3 листопада 1536 імператор Карл V затвердив за Маргаритою і Федеріко II титул маркграфині і маркграфа Монферратських, який таким чином перейшов до будинку Гонзага.

### Регентство
28 квітня 1540 року на віллі Морімоло від ускладнень внаслідок сифілісу помер Фредеріко II. Новим герцогом Мантуанським під ім'ям Франческо III і маркграфом Монферратським (в асоціації з матір'ю) під ім'ям Франческо I став старший син покійного герцога, якому було всього сім років. За заповітом Федеріко II регентом при неповнолітньому спадкоємці стала його вдова Маргарита. Разом з нею в управлінні державою повинні були брати участь брати герцога — кардинал Ерколе [it], єпископ Мантуї і Ферранте, князь Мольфеттський і граф Гвасталльський. 22 жовтня 1549 року герцога Франческо III одружили на ерцгерцогині Катерині Австрійській, але через рік після весілля, 21 лютого 1550 року, він раптово помер від пневмонії.
Новим герцогом Мантуанським під ім'ям Гульєльмо I і маркграфом Монферратським під ім'ям Гульєльмо X став молодший брат Франческо III і середній син Федеріко II, дванадцятирічний Гульєльмо. Регентами при неповнолітньому спадкоємцеві знову стали герцогиня-вдова і її дівер-кардинал. Останній радив племіннику відректися від правління на користь молодшого брата Луїджі і обрати церковну кар'єру через вроджене каліцтво. Горбатий Гульєльмо вважав за краще залишитися герцогом і маркграфом. У 1556 році він приступив до самостійного правління.
Під час свого регентства Маргарита видала закони, які відновили економіку герцогства Мантуанського, сприяла створенню нових підприємств в самому місті Мантуї. Нею був виданий статут, що фіксував одиниці розрахунку для мір і ваг, вдосконалений річковий порт і посилена оборона фортечних стін в столиці герцогства. Дівері вдови герцогині дотримувалися проіспанських позицій в питаннях зовнішньої політики. З цієї причини 2 березня 1555 армія Французького королівства вторглася в маркгафство Монферратське і утримувало його до укладення в 1559 році Като-камбрезійського мирного договору.
У тому ж році Гульєльмо вирішив обміняти Монферратське маркграфство на місто Кремону у намісника Міланського герцогства. Проти цього категорично виступив його дядько-кардинал, якого підтримали місцеві жителі, які прагнули до автономії від Мантуанського герцогства. Для вирішення протиріч звернулися до Маргарити, яка в 1562 році отримала в приватне правління столицю маркграфства. Вона не тільки зміцнила обороноздатність Казале, але всіма способами намагалася налагодити відносини між підданими і сином-герцогом.
26 квітня 1561 року герцогиня-вдова була присутня на весіллі Гульєльмо I і ерцгерцогині Елеонори Австрійської. Маргарита сприяла цьому шлюбу через дипломатичні канали, в чому їй активно допомагали брати покійного чоловіка. Вона розраховувала, що спорідненість з сім'єю імператора Священної Римської імперії, дозволить її нащадкам зберегти за собою маркграфство Монферратське і захисти його від зазіхань з боку все того ж Французького королівства і Савойського герцогства. Свою першу дочку Гульєльмо I назвав на честь матері Маргаритою.

### Смерть
Маргарита Монферратська померла в місті Казале від інсульту 28 грудня 1566 року. Останки покійної перевезли до Мантуї і поховали в церкві святої Павли. Сучасні історики вважають її правління зваженим і далекоглядним, особливо зовнішню політику вдови герцогині, яку можна простежити по більше ніж чотирьох з половиною тисяч листів, що збереглися, листування Маргарити з королівським двором в Парижі та імперським двором в Відні.

## Родина
Чоловік — Федеріко II, маркграф Монферратський
Діти:
- Елеонора (народ. 1532) — принцеса Мантуанська і Монферратська, черниця- домініканка, прийняла постриг в монастирі святого Вікентія в Мантуї;
- Франческо (1533 — 1550) — герцог Мантуанський під ім'ям Франческо III і маркграф Монферратський під ім'ям Франческо I, 22 жовтня 1549 року вступив у шлюб з ерцгерцогинею Катериною Австрійською (1533 — 1572);
- Федеріко (народ. приб. 1534/1535) — принц Мантуанський і Монферратський, помер незабаром після народження;
- Анна (народ. 1536), принцеса Мантуанська і Монферратська, черниця-домініканка, прийняла постриг в монастирі святого Вікентія в Мантуї;
- Ізабелла [it] (1537 — 1579) — принцеса Мантуанська і Монферратська, в грудні 1556 року одружилася з доном Франческо Фердінандо д'Авалосом [it] (1530 — 1571), грандом Іспанії, віце-королем Сицилії, князем Франкавілла, маркграфом Дель Васто і Пескари;
- Гульєльмо (1538 — 1587) — герцог Мантуанський під ім'ям Гульєльмо I і маркграф Монферратський під ім'ям Гульєльмо X, 26 квітня 1561 року вступив у шлюб з ерцгерцогинею Елеонорою Австрійською (1534 — 1594);
- Луїджі (1539 — 1595) — принц Мантуанський і Монферратський, 4 березня 1565 року вступив у шлюб з принцесою Генріеттою Клевською (1542 — 1601), в шлюбі прийняв титули герцога Неверського і графа (згодом герцога) Ретельського, пер Франції, засновник Неверської гілки будинку Гонзага;
- Федеріко [it] (1540 — 1565) — принц Мантуанський і Монферратський, єпископ Мантуанський, кардинал-пресвітер Санта-Марія-Нуова  (з титулом pro illa vice[11])[5].